# Dołni Gławanak
Dołni Gławanak (bułg. Долни Главанак) – wieś w południowej Bułgarii, w obwodzie Chaskowo, w gminie Madżarowo. Według danych Narodowego Instytutu Statystycznego, 31 grudnia 2012 roku wieś liczyła 166 mieszkańców.
Na terenie Dołnego Gławanaku znajduje się megalityczny kromlech tracki z VIII–VII w. p.n.e.